# Nick Preston
Pour les articles homonymes, voir Preston.
Nicholas John Preston, né le 5 avril 1958 à Prestwich (Angleterre), est un joueur de rugby à XV, qui a joué avec l'équipe d'Angleterre, évoluant au poste de trois quart centre. 

## Carrière
Il a disputé son premier test match le 24 novembre 1979, à l’occasion d’un match contre l'équipe de Nouvelle-Zélande et le dernier contre l'équipe de France,  le 2 février 1980.

## Palmarès
- Vainqueur du tournoi des cinq nations en 1980

## Statistiques en équipe nationale
- 3 sélections avec l'équipe d'Angleterre
- Sélections par année :  1 en 1979, 2 en 1980
- Tournoi des Cinq Nations disputé :   1980